# Albert al II-lea, Duce al Austriei
Albert al II-lea, supranumit cel Înțelept sau cel Șchiop, (n. 12 decembrie 1298, Castelul Habsburg – d. 20 iulie 1358, Viena) a fost duce al Austriei și Stiriei din 1330 și duce al Carintiei din 1335, stăpânul Crainei și al Austriei Anterioare.

## Biografia
Albert al II-lea, duce al Austriei (cunoscut și ca Albert al VI-lea de Habsburg) a fost cel de-al patrulea fiu al regelui romano-german Albert I și al soției sale Elisabeta de Gorizia-Tirol, născut pe 12 decembrie 1298. Destinat inițial vieții ecleziastice, în 1313 el a fost ales episcop al Diecezei de Passau în cadrul unor alegeri discutabile, fiind încă minor (ceea ce era destul de obișnuit la acea vreme). După moartea contracandidatului său, Gebhard de Walsee, cu care se afla în conflict, în 1317 a trebuit totuși să renunțe la funcția de episcop în favoarea lui Henric von Vienne și apoi s-a îndepărtat definitiv de cariera ecleziastică. În 1330 Albert împreună cu fratele său cel mai mic, Otto cel Vesel, a preluat guvernarea teritoriilor habsburgice pe care apoi le-a mărit prin căsătoria sa cu Ioana de Pfirt care aducea ca zestre teritoriile familiei ei (comitatul Pfirt și câteva orașe).
Mai mult decât atât, Albert și-a impus pretențiile la stăpânirea Carintiei împotriva lui Ioan de Boemia după moartea lui Henric al Carintiei, ultimul moștenitor aparținând ramurii Gorizia-Tirol a Casa Meinhardin.
Stima de care se bucura Albert în Europa este dovedită de faptul că nu numai papa Benedict al XII-lea a apelat la el în 1335 pentru a media împăcarea împăratului Ludovic al IV-lea cu biserica, ci și regele Filip al VI-lea al Franței i-a cerut sprijinul în 1337 împotriva împăratului Ludovic al IV-lea și a regelui Eduard al III-lea al Angliei. 
Pe 2 mai 1335 la Linz, curând după moartea lui Henric al Carintiei, împăratul Ludovic al IV-lea a dat ducatele Carintia și Craina ca feude fraților Albert și Otto cel Vesel (mama acestora, Elisabeta de Gorizia-Tirol, era sora lui Henric de Carintia). Drept urmare, ducele a rămas loial împăratului până la moartea acestuia și ulterior a avut o legătură strânsă cu fiul împăratului, Ludovic de Brandenburg. După ce Albert a asediat pentru a doua oară orașul Zürich, Ludovic a mediat rezolvarea conflictului și la 1 septembrie 1352 s-a încheiat tratatul de pace care îi poartă numele: „Pacea Brandenburg”.
În 1355 Albert a emis  o Lege a succesiunii dinastice pentru teritoriile austriece (în germană Die Albertinische Hausordnung) care, ignorată totuși după moartea sa, a fost reînnoită de împăratul Maximilian I și ulterior a fost inclusă în Pragmatica sancțiune, rămânând în Constituția austriacă până la sfârșitul monarhiei în 1918. De asemenea, Stiria și Carintia îi datorează propria constituție ducelui Albert al II-lea.
Probabil paralizia mâinilor și picioarelor lui s-a datorat poliartritei, dar s-a speculat și faptul că ar fi fost efectul unei otrăviri în 1330. Această paralizie nu l-a împiedicat să procreeze mai mulți copii între care cel puțin patru fii, primul dintre ei fiind născut după 15 ani de la căsătorie, în 1339. Când Albert a murit pe 20 iulie 1358, fiul său cel mare, Rudolf al IV-lea (Întemeietorul), l-a succedat, dar conform regulilor familiei toți fiii urmau să participe ca regenți la conducerea ducatelor. Albert al III-lea (cel Cu coadă) și Leopold al III-lea (cel Drept) erau la acea vreme copii în vârstă de 10 ani și respectiv 7 ani. După moartea lui Rudolf, acești doi fii ai lui Albert au semnat Contractul de la Neuberg din 1379, care stabilea separarea puterii lor, în încercarea ambițioasă de a ocoli principiul primogeniturii, precum și „Diviziunea reală” (regula privind împărțirea proprietății funciare). Încercarea a eșuat, iar rezultatul a fost împărțirea familiei în două ramuri numite după acești doi fii: ramura Albertină și ramura Leopoldină, împărțire care a fost depășită abia în 1490 de împăratul Frederic al III-lea.
Albert a fost înmormântat în Mănăstirea cartuziană Gaming întemeiată de el.

## Căsătoria și descendenții
Albert s-a căsătorit cu Ioana de Pfirt la Viena (1300–1351) în 1324. Doar șase dintre copiii rezultați din această căsătorie au supraviețuit:
- Rudolf al IV-lea Întemeietorul (1339–1365) căsătorit în 1353 cu Caterina de Boemia (c. 1342–1395);
- Caterina (1342–1381) stareță în Viena;
- Margareta (1344–1366) prima căsătorie în 1359 cu Meinhard al III-lea al Tirolului (1344–1363), a doua căsătorie în 1364 cu Ioan Henric al Moraviei (1322–1375);[8]
- Frederic al III-lea (1347–1362), Duce al Austriei;
- Albert al III-lea cel cu Coadă (1348–1395) prima căstorie în 1366 cu Elisabeta de Luxemburg (1358–1373), a doua căsătorie în 1375 cu Beatrix de la Nürnberg (1360–1414)
- Leopold al III-lea cel Drept (1351–1386) căsătorit în 1365 cu Viridis Visconti.

Alți cinci copii ai cuplului au fost născuți morți sau au murit fără a fi botezați, la scurt timp după naștere. Toți sunt îngropați în Cripta ducală din Catedrala Sf. Ștefan din Viena.